# Ivan Martić
Ivan Martić (Uzwil, Suiza; 2 de octubre de 1990) es un futbolista suizo. Su posición es defensa y su actual club es el Universitatea Craiova de la Liga I de Rumanía.

## Trayectoria

### Universitatea Craiova
El 11 de julio de 2022 se hizo oficial su llegada al Universitatea Craiova firmando un contrato hasta 2024.

## Estadísticas

### Clubes
Actualizado al último partido jugado el 14 de agosto de 2022.
| St. Gallen · Suiza | 1.ª                 | 2009-10             | 1   | 0 | -  | - | -  | - | 1   | 0 | 0.00 |
| St. Gallen · Suiza | 1.ª                 | 2010-11             | 12  | 0 | 1  | 0 | -  | - | 13  | 0 | 0.00 |
| St. Gallen · Suiza | 2.ª                 | 2011-12             | 22  | 0 | 2  | 0 | -  | - | 24  | 0 | 0.00 |
| St. Gallen · Suiza | 1.ª                 | 2012-13             | 15  | 1 | 1  | 0 | -  | - | 16  | 1 | 0.06 |
| St. Gallen · Suiza | 1.ª                 | 2013-14             | 25  | 0 | 3  | 0 | 4  | 0 | 32  | 0 | 0.00 |
| St. Gallen · Suiza | Total               | Total               | 75  | 1 | 7  | 0 | 4  | 0 | 86  | 1 | 0.01 |
| FC Schaffhausen · Suiza | 2.ª                 | 2009-10             | 15  | 3 | -  | - | -  | - | 15  | 3 | 0.2  |
| FC Schaffhausen · Suiza | Total               | Total               | 15  | 3 | 0  | 0 | 0  | 0 | 15  | 3 | 0.2  |
| Hellas Verona · Italia | 1.ª                 | 2014-15             | 16  | 0 | 2  | 0 | -  | - | 18  | 0 | 0.00 |
| Hellas Verona · Italia | Total               | Total               | 16  | 0 | 2  | 0 | 0  | 0 | 18  | 0 | 0.00 |
| Spezia · Italia | 2.ª                 | 2015-16             | 16  | 0 | 2  | 0 | -  | - | 18  | 0 | 0.00 |
| Spezia · Italia | Total               | Total               | 16  | 0 | 2  | 0 | 0  | 0 | 18  | 0 | 0.00 |
| HNK Rijeka · Croacia | 1.ª                 | 2016-17             | 17  | 0 | 2  | 0 | -  | - | 19  | 0 | 0.00 |
| HNK Rijeka · Croacia | 1.ª                 | 2017-18             | 5   | 0 | -  | - | 2  | 0 | 7   | 0 | 0.00 |
| HNK Rijeka · Croacia | Total               | Total               | 22  | 0 | 2  | 0 | 2  | 0 | 26  | 0 | 0.00 |
| Universitatea Craiova · Rumania | 1.ª                 | 2017-18             | 21  | 2 | 3  | 0 | -  | - | 24  | 2 | 0.08 |
| Universitatea Craiova · Rumania | 1.ª                 | 2018-19             | 24  | 1 | 2  | 0 | 2  | 1 | 28  | 2 | 0.07 |
| Universitatea Craiova · Rumania | 1.ª                 | 2019-20             | 15  | 1 | 2  | 0 | 5  | 0 | 22  | 1 | 0.05 |
| Universitatea Craiova · Rumania | 1.ª                 | 2022-23             | 4   | 0 | -  | - | -  | - | 4   | 0 | 0    |
| Universitatea Craiova · Rumania | Total               | Total               | 64  | 4 | 7  | 0 | 7  | 1 | 78  | 5 | 0.06 |
| FC Sion · Suiza | 1.ª                 | 2020-21             | 15  | 0 | 1  | 0 | -  | - | 16  | 0 | 0.00 |
| FC Sion · Suiza | 1.ª                 | 2021-22             | 2   | 0 | -  | - | -  | - | 2   | 0 | 0    |
| FC Sion · Suiza | Total               | Total               | 17  | 0 | 1  | 0 | 0  | 0 | 18  | 0 | 0.00 |
| Total en su carrera | Total en su carrera | Total en su carrera | 226 | 8 | 21 | 0 | 13 | 1 | 260 | 8 | 0.03 |
| (1) Incluye datos de Copa Suiza, Copa Italia, Copa de Croacia y Copa de Rumanía. (2) Incluye datos de Liga Europa de la UEFA y Liga de Campeones de la UEFA. (3) No incluye goles en partidos amistosos. |                     |                     |     |   |    |   |    |   |     |   |      |

## Palmarés

### Campeonatos nacionales
| Título                  | Club                  | País    | Año     |
| ----------------------- | --------------------- | ------- | ------- |
| Primera Liga de Croacia | HNK Rijeka            | Croacia | 2017-18 |
| Challenge League        | St. Gallen            | Suiza   | 2011-12 |
| Copa de Rumanía         | Universitatea Craiova | Rumania | 2017-18 |